# 民団新聞
民団新聞（みんだんしんぶん）とは、在日本大韓民国民団（民団）が発行する機関紙。毎週水曜日発刊。

## 概略
民団新聞社発行で発行人は2010年現在、民団団長の鄭進となっている。1946年3月10日、朝鮮建国促進青年同盟の機関紙「朝鮮新聞」（조선신문）として創刊、その後「新朝鮮新聞」（신조선신문）、「民団新聞」（민단신문）、「民主新聞」（민주신문）、「韓国新聞」（한국신문）と名称変遷を経て、1996年5月1日、創刊50周年を機に「民団新聞」に名称変更し、内容の充実を図るとともに、全団員に対し直送作業を開始した。2010年現在、発行部数は在日韓国人に10万部、関係機関に2万部の合計15万部であり、在日韓国・朝鮮人社会最大の新聞であるとされる。